# Adina Paula Moscu
Adina Paula Moscu (nume la naștere Alexandrina-Paula Moscu; n. 3 martie 1908, Buzău, România – d. 27 noiembrie 1979, București, România) a fost o pictoriță și graficiană de șevalet română.

## Biografie

Portret de femeie realizat de Adina Paula Moscu

Adina-Paula Moscu s-a născut în Buzău, fiica scriitoarei Constanța Marino-Moscu și a avocatului Gheorghe Moscu, președinte al Baroului de avocați Buzău. A urmat în orașul natal clasele primare la Școala primară nr. 4 „Nicu I Constantinescu” (Școala Gimnazială „Nicu I Constantinescu”) și la Școala nr. 2 „I. C. Brătianu” (Școala Gimnazială „Căpitan Aviator Mircea T. Bădulescu”), apoi cursurile Școlii secundare de fete gradul II (Colegiul Național „Mihai „Eminescu” din Buzău). S-a retras de la școală cu doi ani înainte de finalizarea studiilor și s-a dedicat picturii.
În decembrie 1929 a plecat la Paris, la recomandările profesorilor Camil Ressu, Nicolae Tonitza și Ipolit Strâmbu, unde a obținut o bursă de 300 de franci și a frecventat cursurile Școlii române de la Fontenay aux Roses.
În urma examenului de admitere la École Nationale Supérieure des Beaux Arts din Paris susținut în 1930, a obținut o bursă de studii întreagă și titlul de membru definitiv al Școlii române de la Fontenay aux Roses, pe timp de trei ani, după ce s-a plasat pe locul al doilea la desen și pe locul al șaptelea în clasamentul general, format din 318 candidați pe 16 locuri.
A debutat în 1926 la Salonul Oficial, iar pe 2 septembrie 1928 a organizat în Sala Jecu prima expoziție personală la Buzău. A realizat portretele unor însemnate personalități ale vieții politice, științifice și culturale românești, între care: Nicolae Iorga, Mihail Sadoveanu, Henri Coandă, Leonte Filipescu, cât și portrete de oameni simpli și diverse compoziții cu teme sociale. A participat la numeroase saloane de pictură, cu expoziții personale la Buzău, București, Cluj-Napoca, Paris, Moscova, Varșovia, Sofia, Viena, Budapesta.
În perioada martie-noiembrie 1934, împreună cu fratele său, Alexandru, a pictat biserica din satul Mavrodin din județul Teleorman, acolo unde era înmormântat tatăl lor.

Timpanistul Filarmonicii, Ion Botez, portret de Adina Paula Moscu

În anul 1950 s-a angajat profesoară la Institutul de Arte Plastice „Nicolae Grigorescu”.
În anul 1963 i s-a echivalat certificatul Școlii Superioare Naționale de Arte Frumoase din Paris cu diploma eliberată în țara noastră pentru specializarea „pictură”.
A fost căsătorită cu Vasile Melinte, prim procuror la Parchetul Buzău.
Pe 27 noiembrie 1979 Adina Paula Moscu s-a sinucis și a fost înmormântată la Cimitirul Străulești.

## Premii și distincții

### Premii
Adina Paula Moscu a avut o viziune artistică de factură realist-clasică, cu expoziții variate și recunoscute la nivel național și internațional.

Strada Clemenței (vedere spre actuala stradă C.A. Rosetti și strada Boteanu), de Adina Paula Moscu

Printre premiile ce i-au fost acordate, se numără: Premiul CONTE (1930), Marea Medalie a Academiei de Arte Frumoase din Paris (1933), Premiul Ministerului Artelor (1943), Premiul de Stat, clasa a II-a, arte plastice(1951). A fost distinsă, de asemenea, cu Premiul de Stat al Republicii Populare Române pentru lucrările de o deosebită valoare efectuate în anul 1949 în domeniul Artelor Plastice, clasa II-a (8 martie 1951), „pentru portretul «Fruntașa în producție»”.

### Distincții
Ca o recunoaște a meritelor sale, Adina Paula Moscu a obținut următoarele distincții:
- Ordinul Muncii clasa a III-a (9 iunie 1954) „pentru merite deosebite în domeniul artelor plastice”[17]
- Ordinul „Meritul Cultural” clasa a IV-a (1968) „pentru activitate deosebită în domeniul artelor plastice”[18]

### In honorem
În municipiul Buzău, prin Hotărârea nr. 190/30 iulie 2019 a Consiliului Local al Municipiului Buzău, strada Aleea Parâng a devenit Strada Pictor Adina-Paula Moscu.